# Ipotesi del continuo
In matematica, l'ipotesi del continuo è un'ipotesi avanzata da Georg Cantor che riguarda le dimensioni possibili per gli insiemi infiniti. Cantor introdusse il concetto di cardinalità e di numero cardinale (che possiamo immaginare come una "dimensione" dell'insieme) per confrontare tra loro insiemi transfiniti, e dimostrò l'esistenza di insiemi infiniti di cardinalità diversa, come ad esempio i numeri naturali e i numeri reali. L'ipotesi del continuo afferma che:
Non esiste alcun insieme la cui cardinalità sia strettamente compresa fra quella dei numeri interi e quella dei numeri reali.
In simboli, dato che la cardinalità degli interi {\displaystyle |\mathbb {Z} |} è {\displaystyle \aleph _{0}} (aleph-zero) e la cardinalità dei numeri reali {\displaystyle |\mathbb {R} |} è {\displaystyle 2^{\aleph _{0}}}, l'ipotesi del continuo afferma:
{\displaystyle \nexists A:\aleph _{0}<|A|<2^{\aleph _{0}}}
dove {\displaystyle |A|} indica la cardinalità di {\displaystyle A}.
Il nome di questa ipotesi deriva dalla retta dei numeri reali, chiamata appunto "il continuo". Vi è anche una generalizzazione dell'ipotesi del continuo, denominata "ipotesi generalizzata del continuo", e che afferma che per ogni cardinale transfinito T
{\displaystyle \nexists A:|T|<|A|<2^{|T|}}
Gli studi di Gödel e Cohen hanno permesso di stabilire che nella teoria degli insiemi di Zermelo - Fraenkel comprensiva dell'assioma di scelta l'ipotesi del continuo risulta indecidibile.

## La dimensione di un insieme
Per dare una formulazione formale dell'ipotesi, occorre iniziare con una definizione: due insiemi S e T hanno la stessa cardinalità o numero cardinale se esiste una biiezione {\displaystyle S\leftrightarrow T}. Intuitivamente, questo significa che è possibile "accoppiare" gli elementi di S con quelli di T in modo che ad ogni singolo elemento di S viene associato uno ed un solo elemento di T e viceversa. In termini tecnici, si parla di corrispondenza biunivoca.
Con gli insiemi di dimensione finita, questo non porta a nessun problema: la situazione cambia con gli insiemi infiniti. Già Galileo aveva fatto notare come i quadrati perfetti, anche se sembrano essere molto meno dei numeri interi, si possono ciononostante mettere in corrispondenza biunivoca con questi ultimi: basta usare l'accoppiamento naturale
{\displaystyle 1\leftrightarrow 1;\ 2\leftrightarrow 4;\ 3\leftrightarrow 9;\ 4\leftrightarrow 16;\ 5\leftrightarrow 25;\ \dots ;\ n\leftrightarrow n^{2};\ \dots }
Consideriamo ad esempio l'insieme dei numeri razionali. Si potrebbe ingenuamente pensare che essi siano più degli interi e meno dei reali, invalidando così l'ipotesi del continuo. In realtà, si può dimostrare che i numeri razionali possono essere posti in corrispondenza biunivoca con gli interi, e quindi la cardinalità dell'insieme dei numeri razionali è identica a quella dell'insieme degli interi: sono entrambi insiemi numerabili. D'altro canto, il metodo diagonale di Cantor mostra che gli interi e i reali non hanno la stessa cardinalità, quindi l'ipotesi del continuo ha un senso: in pratica, ogni sottoinsieme del continuo (cioè dell'insieme dei numeri reali) che comprende gli interi ha la medesima cardinalità di questi ultimi, o la medesima cardinalità del continuo stesso.

## Significato dell'ipotesi del continuo
Se si trovasse un insieme S che rendesse falsa l'ipotesi del continuo, sarebbe impossibile trovare una corrispondenza biunivoca tra S e gli interi: ci sarebbe sempre qualche elemento di S (in realtà un numero infinito) "lasciato fuori". Allo stesso tempo, sarebbe impossibile trovare una corrispondenza biunivoca tra S e i numeri reali; in questo caso saremmo sempre costretti a "lasciare fuori" un numero infinito di numeri reali.

## Indipendenza dagli assiomi di Zermelo - Fraenkel
Cantor era convinto della verità dell'ipotesi del continuo, e tentò invano per molti anni di dimostrarla. Essa divenne la prima nella lista dei problemi (oggi noti come Problemi di Hilbert) che il grande matematico David Hilbert presentò al Congresso Matematico Internazionale di Parigi nell'anno 1900.
Nel 1940, Kurt Gödel fece un passo in avanti, dimostrando che l'ipotesi del continuo (in breve CH, dall'inglese continuum hypothesis) non può essere dimostrata falsa usando il sistema di assiomi di Zermelo-Fraenkel, neppure con l'aggiunta dell'assioma della scelta. D'altra parte, nel 1963 Paul Cohen dimostrò che CH non può essere neppure dimostrata vera a partire da quegli assiomi. Il risultato complessivo è che CH è indipendente dal sistema di assiomi di Zermelo-Fraenkel e dall'assioma della scelta. Occorre tenere conto che entrambi questi risultati partono dall'assunto che gli assiomi di Zermelo-Fraenkel non siano tra loro contraddittori, cosa che si suppone generalmente essere vera.
Il risultato per cui un'affermazione non possa essere né provata né refutata in un certo insieme di assiomi non è sorprendente: il teorema di incompletezza di Gödel afferma esattamente che se un sistema di assiomi è abbastanza potente e senza contraddizioni esisteranno sempre al suo interno affermazioni di questo tipo. L'indipendenza di CH è però ugualmente disturbante, perché è stato il primo esempio concreto di una affermazione interessante e importante di cui si è potuto dire con sicurezza che era impossibile rispondere con un "sì" o un "no" a partire dal gruppo di assiomi universalmente accettati per costruire la nostra matematica.
L'ipotesi del continuo è strettamente correlata a svariate affermazioni in analisi matematica, topologia e teoria della misura. Come diretto risultato della sua indipendenza, molte congetture importanti in questi campi sono state dimostrate essere anch'esse indipendenti.
È interessante notare come Gödel credesse fortemente nella falsità di CH. Per lui, questa indipendenza dell'ipotesi significava solamente che l'insieme di assiomi usato generalmente non era completo. In quanto platonista, Gödel non aveva problemi ad asserire la verità o la falsità di affermazioni in maniera indipendente dalla loro dimostrabilità in un particolare sistema assiomatico. Cohen al contrario era un formalista, ma anch'egli tendeva a rifiutare CH. Al giorno d'oggi la maggior parte dei ricercatori nel campo tendono ad essere neutrali o contrari a CH.
Storicamente, i matematici che preferivano un universo di insiemi "ricco" e "ampio" erano contro CH, mentre coloro che preferivano un universo "ordinato" e "controllabile" erano a suo favore. Più di recente, però, qualche esperto (ad esempio Foreman) ha notato come il massimalismo ontologico possa servire come argomento a favore di CH, dato che, tra modelli che hanno gli stessi reali, è quello che ha più insiemi di reali che ha la maggior possibilità di soddisfare CH. Vedi (Maddy, p. 500).
Nel 1986 Chris Freiling propose un argomento a favore della reiezione di CH: mostrò che la negazione di CH è equivalente a un'affermazione sulle probabilità che lui definisce "intuitivamente vera", anche se altri non sono d'accordo con lui.
Nel 2001 W. Hugh Woodin ha proposto un sistema assiomatico in cui si può dimostrare la falsità di CH, e sta suscitando molto interesse nella comunità matematica, anche se non è universalmente accettato.

## L'ipotesi generalizzata del continuo
L'ipotesi generalizzata del continuo (GCH) afferma che se la cardinalità di un insieme T è compresa tra quella di un insieme infinito S e quella dell'insieme delle parti di S, allora la sua cardinalità deve necessariamente essere o quella di S o quella dell'insieme delle parti di S: non ci sono altre alternative. L'ipotesi del continuo è un caso particolare, visto che il continuo ha la stessa cardinalità dell'insieme delle parti degli interi. Anche la GCH è indipendente dagli altri assiomi della teoria degli insiemi di Zermelo-Fraenkel e dall'assioma della scelta.